# Trouble in America
Trouble in America is een nummer van de Britse alternatieve rockband White Lies uit 2022. Het is de vijfde single van hun zesde studioalbum As I Try Not to Fall Apart, waarvan het op de bonuseditie verscheen.
"Trouble in America" kent een dansbaar geluid met vooral zeer prominent aanwezige drums en in het refrein wat meer gitaren. Richting het einde krijgt de synthesizer een prominentere plaats. Bassist Charles Cave zei over het nummer: "Het is een zeer vreemd, David Bowie-esque nummer. Het lied gaat over een Amerikaans meisje dat de politie over de vloer krijgt; blijkbaar was haar vader al jaren een seriemoordenaar". De plaat bereikte geen hitlijsten, maar kreeg in Nederland wel airplay op diverse radiostations.

## Tracklijst
Muziekdownload
1. "Trouble in America" - 3:37